# میکی دمتریو
میکی دمتریو (انگلیسی: Mickey Demetriou؛ زادهٔ ۱۲ مارس ۱۹۹۰) بازیکن فوتبال اهل بریتانیا است.
از باشگاه‌هایی که در آن بازی کرده‌است می‌توان به باشگاه فوتبال ایست‌بورن بورو، باشگاه فوتبال کمبریج یونایتد، باشگاه فوتبال کیدرمینستر هاریرس، باشگاه فوتبال وورتینگ، و باشگاه فوتبال شروزبری تاون اشاره کرد.
وی همچنین در تیم ملی فوتبال England C بازی کرده‌است.